# Carex musashiensis
Carex musashiensis är en halvgräsart som beskrevs av Jisaburo Ohwi. Carex musashiensis ingår i släktet starrar, och familjen halvgräs. Inga underarter finns listade i Catalogue of Life.